# Nitrate de cérium et d'ammonium
Pour les articles homonymes, voir CAN.
Le nitrate de cérium et d'ammonium, très souvent appelé par son acronyme anglophone, "CAN" (pour Ceric Ammonium Nitrate), est un composé inorganique de formule (NH4)2Ce(NO3)6. Il se présente sous la forme de cristaux rouge-orange, très solubles dans l'eau.
Il est très utilisé comme oxydant en synthèse organique et comme oxydant standard en analyse quantitative.

L'anion hexanitratocérate.